# 1886 en musique
| \| • Retour à la chronologie générale de la musique populaire • \| |
| XXIe siècle • XXe siècle • XIXe siècle • XVIIIe siècle XVIIe siècle • XVIe siècle • XVe siècle • XIVe siècle XIIIe siècle • XIIe siècle • XIe siècle • Xe siècle IXe siècle • VIIIe siècle • Haut Moyen Âge • Rome • Grèce |
| • Retour à la chronologie générale de la musique populaire • |

| • Retour à la chronologie générale de la musique populaire • |

| Années de la musique populaire : 1883 - 1884 - 1885 - 1886 - 1887 - 1888 - 1889    |
| Décennies de la musique populaire : 1850 - 1860 - 1870 - 1880 - 1890 - 1900 - 1910 |

## Événements et œuvres
- mai : Elle n'est pas morte !, chanson d'Eugène Pottier écrite en souvenir de la Commune de Paris.
- mai : Paulus crée la chanson En revenant de la revue (paroles : Lucien Delormel et Léon Garnier ; musique : Louis-César Desormes) à la Scala à Paris[1].
- Édouard Marchand conçoit un nouveau genre de spectacle : la revue de music-hall, qu'il impose à Paris aux Folies Bergère.
- L'Expulsion, chanson satirique française du chansonnier Maurice Mac-Nab sur une musique de Camille Baron, inspirée par la loi de juin 1886 qui interdit aux prétendants au trône de France d'entrer ou résider dans le pays.

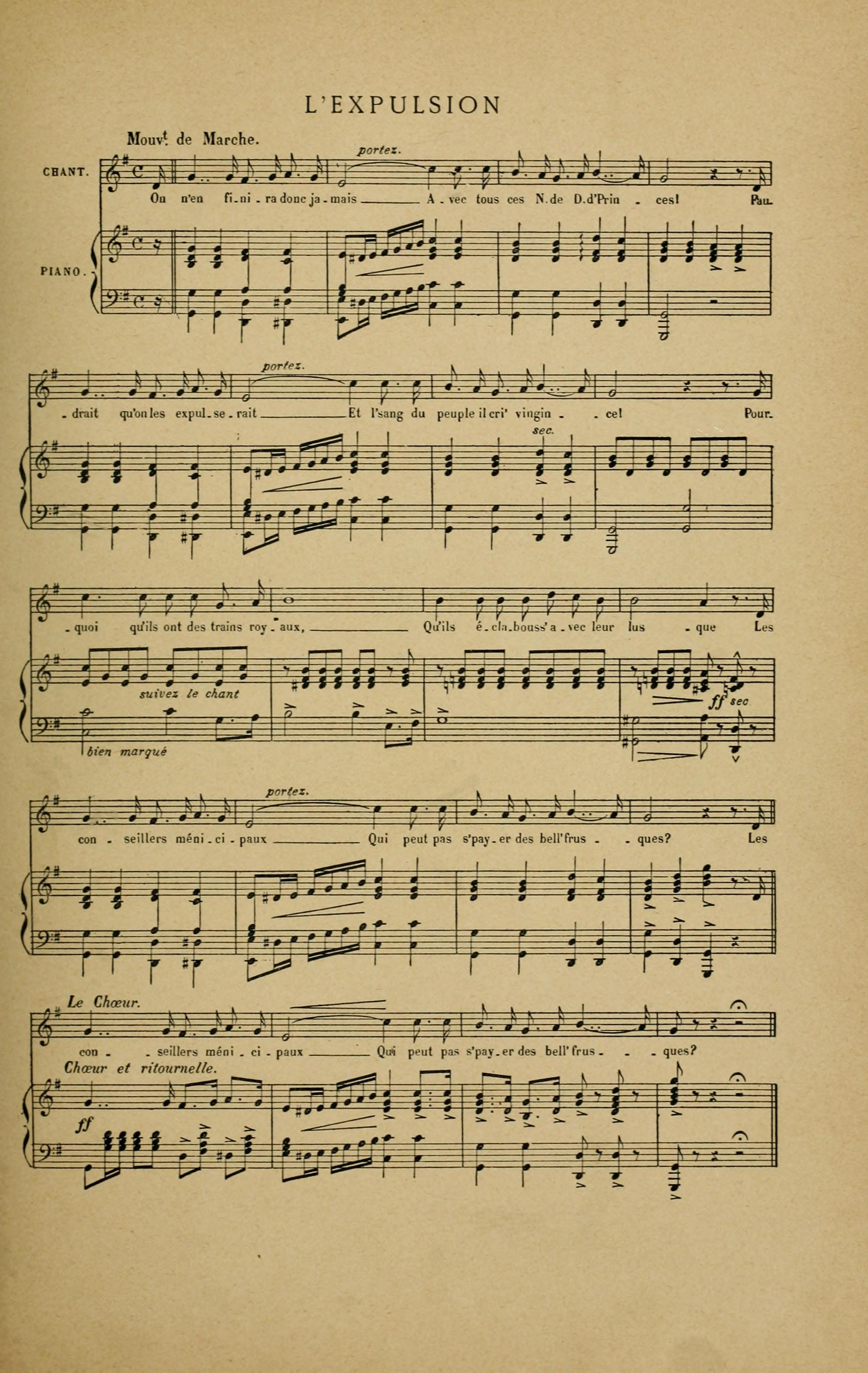
Partition de la chanson L'expulsion

## Naissances
- 15 février : Julia Lee Niebergall, pianiste et compositrice américaine de musique ragtime († 19 octobre 1968).
- 12 mars : Alice Tegnér, professeur de musique suédoise, poète et compositrice de chansons pour enfants († 26 mai 1943).
- 26 avril  : Ma Rainey, chanteuse de blues américaine  († 22 décembre 1939).
- 26 mai : Al Jolson, chanteur, acteur et artiste de music-hall américain, mort en 1950.
- 31 mai : George L. Cobb, compositeur américain de musique ragtime († 25 décembre 1942).
- 10 juin : Chink Martin, tubiste américain de jazz, mort en 1981.
- 20 septembre : Georges Milton, chanteur et acteur français, mort en 1970.
- 6 novembre : Gus Kahn, parolier, lyriciste et écrivain américain, auteur de chansons († 8 octobre 1941).
- 25 décembre : Kid Ory, tromboniste de jazz et chef d'orchestre américain, mort en 1973.

## Décès
- 23 mars : Eugène de Lonlay, chansonnier, compositeur et poète français (° 6 mars 1815).
- 6 octobre : Lorenzo Lyons (en) ou Makua Laiana, religieux américain, missionnaire à Hawaï, auteur de la chanson Hawaiʻi Aloha (° 18 avril 1807).
- Date précise inconnue : 
  - Antoine Limonaire, fabricant français d'instruments de musique mécanique, né en 1815.